# Sabphora kusironis
Sabphora kusironis är en insektsart som beskrevs av Matsumura 1942. Sabphora kusironis ingår i släktet Sabphora och familjen spottstritar. Inga underarter finns listade i Catalogue of Life.